# The Mikado (1939)
The Mikado ist eine Operetten-Verfilmung aus dem Jahr 1939 von Regisseur Victor Schertzinger. Der Film basiert auf der gleichnamigen Operette von Gilbert und Sullivan. Die Hauptrollen spielten Kenny Baker und Martyn Green.

## Handlung
Am Hof des fiktiven japanischen Kaisers, des Mikado, befiehlt dieser seinem Sohn Nanki-Poo, Katisha, eine ältere Hofdame, zu heiraten oder auf dem Schafott zu sterben. Nanki-Poo flieht und verkleidet sich als armer Minnesänger. Später, in der Stadt Titipu, erkundigt er sich nach seiner Geliebten, einem Schulmädchen namens Yum-Yum, die das Mündel von Ko-Ko ist. Ko-Ko war einst ein Schneider, der wegen Flirtens zum Tode verurteilt wurde, dann aber unter seltsamen Umständen zum obersten Henker, einer Rolle mit höchstem Prestige und großer Macht, befördert wurde.
Nanki-Poo erzählt Ko-Ko von seiner Liebe zu Yum-Yum. Ein Bote trifft ein und berichtet, dass der Mikado verfügt hat, dass Titipu, wenn nicht innerhalb eines Monats eine Hinrichtung vollstreckt wird, zu einem Dorf degradiert wird. Ko-Ko wird als Kandidat für die Hinrichtung auserkoren. Dieser erfährt, dass Nanki-Poo sich umbringen möchte, weil er nicht mit Yum-Yum zusammen sein kann. Die beiden schließen einen Pakt: Nanki-Poo wird Yum-Yum für heiraten und dann innerhalb eines Monats hingerichtet werden. Ko-Ko wird dann die junge Witwe heiraten.
Während Yum-Yum ihre Hochzeit vorbereitet, entdecken Ko-Ko und Pooh-Bah eine Klausel im Gesetz: Wenn ein verheirateter Mann wegen Flirtens enthauptet wird, muss seine Frau lebendig begraben werden. Yum-Yum ist unter diesen Umständen nicht bereit zu heiraten, und so fordert Nanki-Poo Ko-Ko auf, ihn auf der Stelle zu enthaupten. Der weichherzige Ko-Ko kann das nicht tun. Stattdessen schickt Ko-Ko Nanki-Poo und Yum-Yum fort, um zu heiraten.
Der Mikado kommt mit großem Prozedere in Titipu an. Ko-Ko behauptet gegenüber dem Mikado Nanki-Poo hingerichtet zu haben, doch dieser erkennt bei der Nennung des Namens seinen Sohn. Ko-Ko fürchtet nun erneut um sein Leben. Ko-Ko heiratet Nanki-Poos ehemalige Verlobte, die alte Hofdame Katisha, um dem totgeglaubten eine Wiederkehr zu ermöglichen. Nanki-Poo und Yum-Yum kehren zurück und der Mikado erklärt die gesamte Verwirrung für beendet.

## Hintergrund
The Mikado wurde in Technicolor gedreht und es war das erste Mal, dass eine Savoy Oper, so werden komische Opern resp. Operetten genannt, die im viktorianischen England im späten 19. Jahrhundert von Gilbert und Sullivan entwickelt wurden, vollständig verfilmt wurde.

## Auszeichnungen
Oscarverleihung 1940
- Nominierung: Beste Kamera (Farbe)